# Утрехтское соглашение (1474)

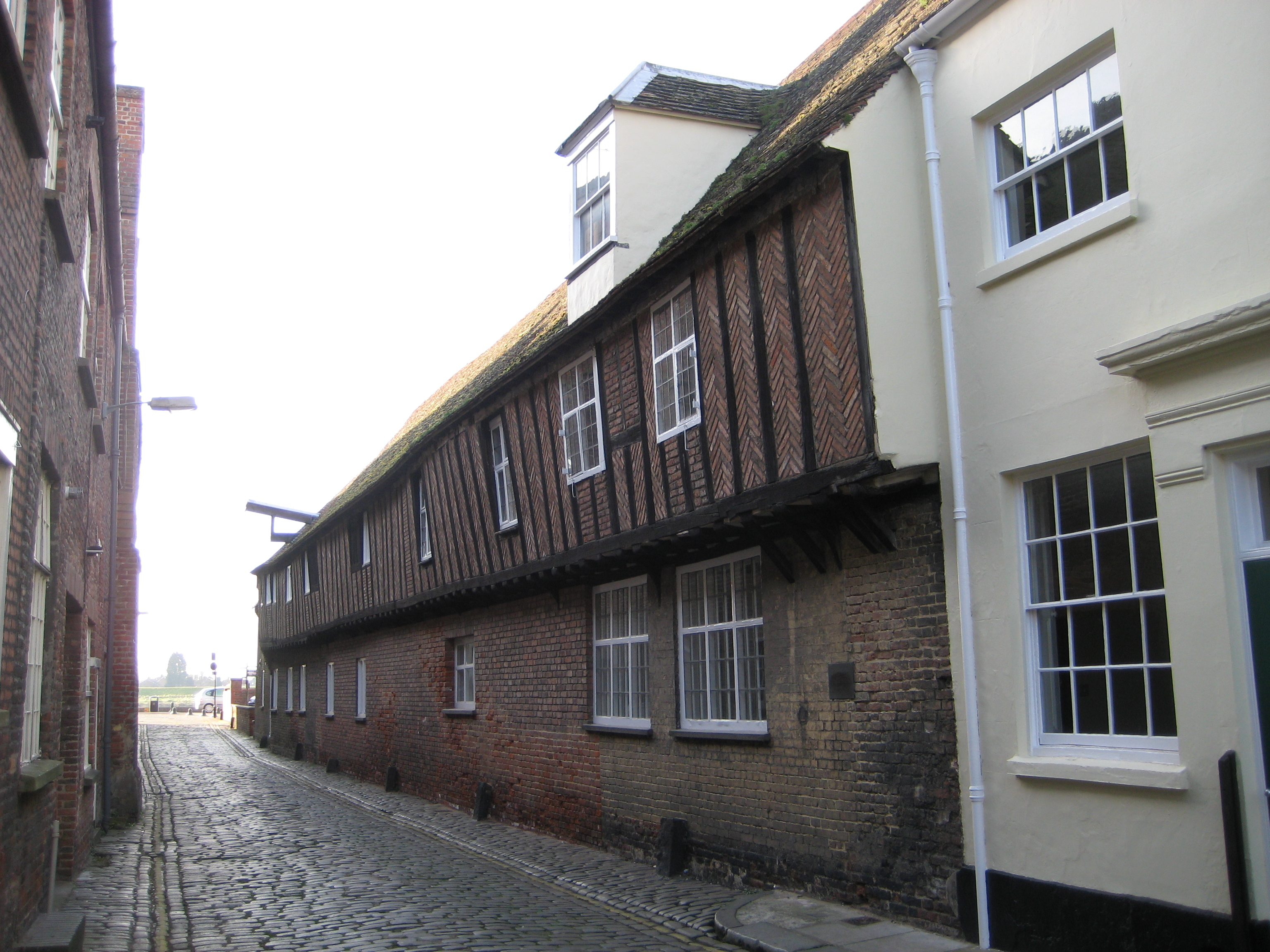
Ганзейский склад в Кингс-Линне

Утрехтское соглашение (англ. Treaty of Utrecht) — подписано в 1474 году после Англо-ганзейской войны между Англией и Ганзейским союзом.
Каперская морская война началась в 1470 году и проходила в Северном море и Английском канале. Война велась главным образом городами Данциг и Любек, выступавшими против увеличивающегося давления со стороны Англии на торговлю ганзейских городов южного побережья Балтийского моря. Кёльн выступил против войны, за что был временно исключён из Ганзы.
Соглашение было заключено на условиях выплаты Англией денежной компенсации и восстановления ганзейских привилегий. Ганзейскому союзу гарантировалось право собственности на недвижимость лондонского Стального двора, которая и сохранялась в качестве ганзейской собственности в Лондоне до середины XIX века
В 1475 году в соответствии с Утрехтским соглашением в Кингс-Линн был сооружён Ганзейский склад, использовавшийся до 1751 года и остающийся единственным ганзейским зданием, сохранившимся в Англии.